# Manual de Redação da Presidência da República
O Manual de Redação da Presidência da República é uma diretriz, de cunho oficial, que norteia as regras e técnicas da língua portuguesa utilizada na construção da literatura redacional dos atos oficiais e do processo legislativo da Presidência da República Federativa do Brasil. Atualmente se encontra em sua terceira edição.

## História
Sua criação é de 11 de janeiro de 1991, quando Fernando Collor assina o Decreto nº 100 000, onde o Presidente da República autorizava a criação de uma comissão para rever, atualizar, uniformizar e simplificar as normas de redação de atos e comunicações oficiais. Na mesma data o artigo 8º da Portaria nº 1 da Secretaria-Geral da Presidência da República  diz: “Normas específicas de elaboração de atos e comunicações oficiais serão consolidadas em Manual de Redação da Presidência da República a ser preparado por uma Comissão designada para essa finalidade”.

### Comissão elaboradora
Em sequência a Portaria nº 2 da Secretaria-Geral da Presidência da República, de 11.1.1991, nomeou a comissão encarregada de elaborar, sem ônus, a primeira edição do Manual de Redação da Presidência da República assim composta: Gilmar Ferreira Mendes (presidente), Nestor José Forster Júnior, Carlos Eduardo Cruz de Souza Lemos, Heitor Duprat de Brito Pereira, Tarcísio Carlos de Almeida Cunha, João Bosco Martinato, Rui Ribeiro de Araújo, Luis Fernando Panelli César, Roberto Furian Ardenghy, com revisão do professor, gramático e dicionarista Celso Pedro Luft.
A comissão ainda teve a participação de: Luiz Augusto da Paz, Hermes Moreira dos Santos, Sergio Braune Solon de Pontes, Fábio Carvalho, Cibel Ribeiro Teles, Jônatas do Vale Santos, Tânia Azeredo Casagrande, Marlene Vera Mourão, Zilene Maria Wanderley Galiza, Marino Alves Magalhães Junior.

### Publicação da Imprensa Nacional

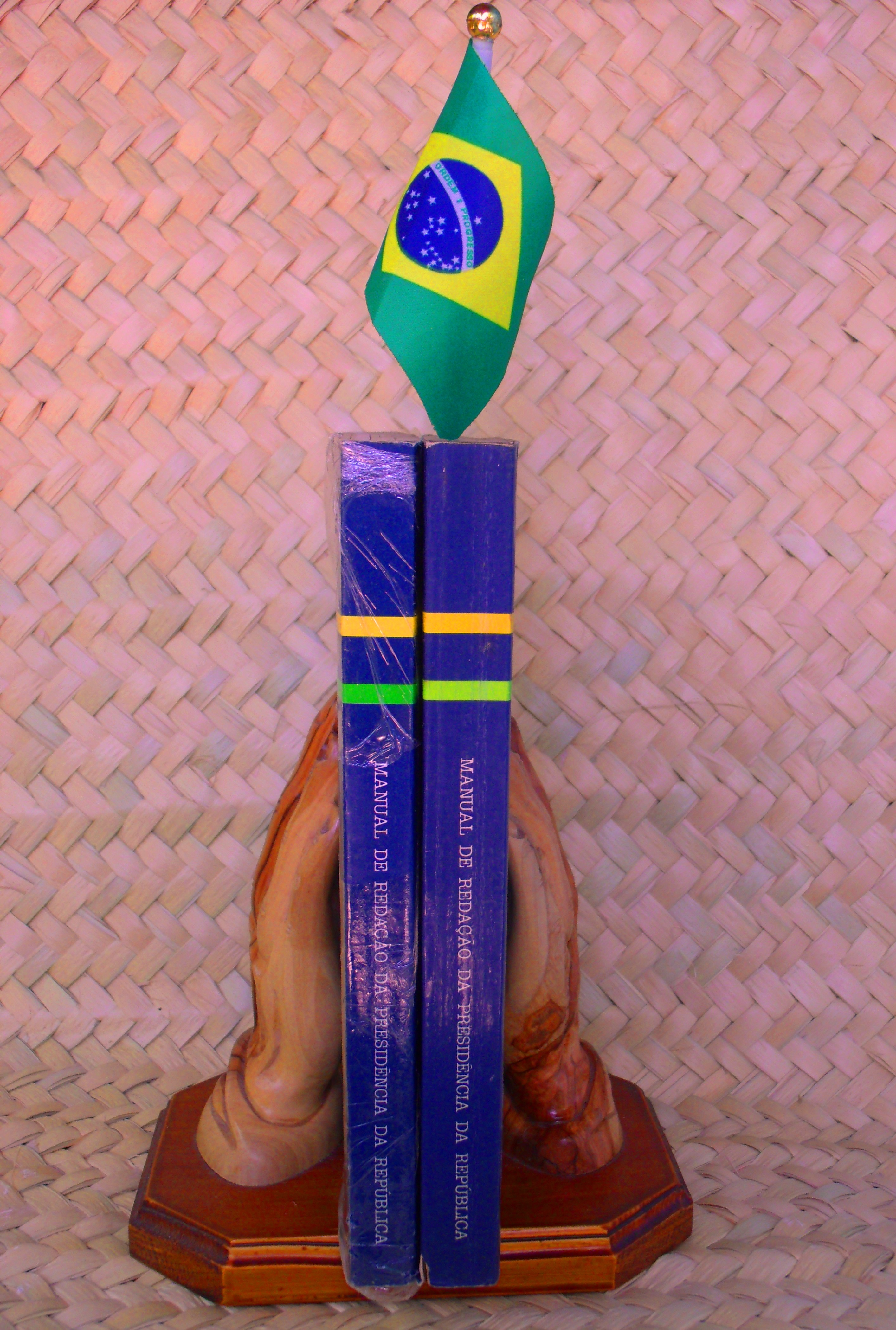
Primeira edição da Imprensa Nacional.

Ainda em 1991 a Imprensa Nacional edita a obra da comissão em  um livro de 320 páginas cuja capa tinha as cores oficiais dos símbolos nacionais.

### Segunda edição
Em 4 de dezembro de 2002, o ministro da Casa Civil, Pedro Parente, publica a portaria Nº 91, aprovando a segunda edição, revista e atualizada, do Manual de Redação da Presidência da República. Os trabalhos da segunda edição tiveram a colaboração de: Maurício Vieira Bracks, Jandyr Maya Faillace Neto, Maria Estefania Ponte Pinheiro, Sergio Braune Solon de Pontes, Fábio Carvalho, José Levi do Amaral Júnior, Paulo Fernando Ramos Serejo, Fernando Luiz Albuquerque Faria, Marisa de Souza Alonso, Cleso José da Fonseca Filho, Mônica Mazon de Castro Pinto, Eulina Gomes Rocha, Venáuria da Silva Batista.

### Terceira edição

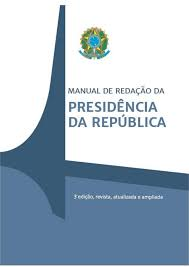
Terceira edição de 2018.

Em 28 de dezembro de 2018, é publicada a Portaria nº 1.369, de 27/12/2018, pelo então ministro da Casa Civil Eliseu Padilha, aprovando a terceira edição, revista, atualizada e ampliada. Além da atualização e simplificação de alguns procedimentos, o Manual mais recente foi adaptado ao novo Acordo Ortográfico, que vigora desde 2009, e, ainda, aboliu a distinção entre os tipos de expedientes que obedeciam ao padrão ofício (aviso, ofício, memorando), agora considerado um conjunto unitário, usando-se o termo ofício nas três hipóteses, com três variações (circular, conjunto e conjunto circular). O ofício, como era espécie, só havia um tipo, na terceira edição, tornou-se um gênero. 
As formas telegrama e fax, presentes na edição anterior, também não são mais citadas. Os pronomes de tratamento para religiosos e para reitor, presentes na edição anterior, também não são mais citados. Até a segunda edição, o uso de Prezado ou Prezada no vocativo feria o princípio da impessoalidade, portanto, era proibido, sendo permitido na terceira edição. A fonte, que na segunda edição era Times New Roman, na terceira edição foi alterada para Calibri ou Carlito. Os atributos da Redação Oficial, na segunda edição eram cinco: impessoalidade, clareza, concisão, formalidade e uniformidade. Na terceira edição, os atributos são nove: impessoalidade, formalidade, objetividade, padronização, clareza, precisão, concisão, coesão e coerência.

### Decreto nº 9.758
O ex-presidente da República, Jair Bolsonaro, decretou em 11 de abril de 2019 a alteração na forma de tratamento empregada na comunicação, oral ou escrita, com agentes públicos da administração pública federal direta e indireta, e sobre a forma de endereçamento de comunicações escritas a eles dirigidas. 
Essas alterações aplicam-se a servidores públicos ocupantes de cargo efetivo, militares das Forças Armadas ou das forças auxiliares, empregados públicos, pessoal temporário, empregados, conselheiros, diretores e presidentes de empresas públicas e sociedades de economia mista, empregados terceirizados que exercem atividades diretamente para os entes da administração pública federal, ocupantes de cargos em comissão e de funções de confiança. autoridades públicas de qualquer nível hierárquico (incluídos os Ministros de Estado), o vice-presidente e o próprio presidente da República.
O decreto institui que o único pronome de tratamento utilizado para se dirigir a estes agentes, independentemente do nível hierárquico, será o de "Senhor(a)". Todas as demais nomeações (Vossa Excelência ou Excelentíssimo; Vossa Senhoria; Vossa Magnificência; doutor; ilustre ou ilustríssimo; digno ou digníssimo; e respeitável) foram vedadas.
São exceções dessa regra: as comunicações entre agentes públicos federais e autoridades estrangeiras ou de organismos internacionais; as comunicações entre agentes públicos da administração pública federal e agentes públicos do Poder Judiciário, do Poder Legislativo, do Tribunal de Contas, da Defensoria Pública, do Ministério Público ou de outros entes federativos, na hipótese de exigência de tratamento especial pela outra parte, com base em norma aplicável ao órgão, à entidade ou aos ocupantes dos cargos e as comunicações dos âmbitos estadual e municipal e também no contexto religioso.

Apesar dessa alteração não estar presente no novo Manual da Redação, ela é válida desde a sua publicação, que ocorreu em 1° de maio de 2019.